# 逐卜乡
逐卜乡，是中华人民共和国广西壮族自治区崇左市龙州县下辖的一个乡镇级行政单位。

## 行政区划
逐卜乡下辖以下地区：
牌宗村、三叉村、广合村、崇德村、锦阁村、逐卜村、板要村、卫国村、峪阳村、立信村和弄岗村。